# فرنیتس
فرنیتس (به آلمانی: Fernitz) یک منطقهٔ مسکونی در اتریش است که در گراتس اومگبونگ واقع شده‌است. فرنیتس ۱۰٫۵۸ کیلومتر مربع مساحت دارد ۳۲۱ متر بالاتر از سطح دریا واقع شده‌است.